# Cliff Meidl
Cliff Meidl, né le 6 mars 1966 à Manhattan Beach, est un kayakiste américain.

## Biographie
En 1986, il est victime d'un accident en travaillant sur un chantier, victime d'une électrocution. Grièvement blessé aux jambes, il évite l'amputation, mais perd deux orteils. Ancien footballeur, il se reconvertit au kayak faute de pouvoir pratiquer une activité sportive debout, et participe aux Jeux Olympiques d'Atlanta en 1996. Son histoire relatée est connue pour avoir provoqué le fou rire de Roger Zabel dans l'émission Bonjour Atlanta.
Il est le porte-drapeau de la délégation américaine lors de la cérémonie d'ouverture des Jeux olympiques d'été de 2000 à Sydney.